# 聚合物降解
聚合物降解（polymer degradation）是在聚合物加工过程中，可能在高温和应力作用下或者在聚合物中的微量水分、酸、碱等杂质以及空气中氧的作用，而导致分子链分裂成较小部分，大分子结构改变，分子量降低等化学变化的过程。

## 降解机理
在热和剪切力的影响下，聚合物的降解是无规则的进行。主要包括以下几个方面：主链任一化学键断裂产生初始游离基；初始游离基使相邻的C-C键断裂，形成新游离基的同时形成分子链末端降解产物或单体析出；游离基重合而链终止。这种降解常常发生在加工的高温条件下，聚合物中有微量水分、酸或碱等杂质时有选择的进行，由于碳-杂链键能较弱，稳定性较差，因此降解发生在碳-杂链处（如C-N、C-O、C-S等）。

## 聚合物降解现象
无论是天然聚合物还是合成聚合物，在加工、贮存、使用的过程中都会产生降解现象。例如：棉，麻等天然聚合物在使用较长时间后会泛黄，变色，脆化；汽车或自行车的轮胎等橡胶制品使用一段时间后会硬化、龟裂甚至破裂；酚醛等热固性树脂，加工过程温度过高或时间过长，会变色粉化，未使用就已破坏，这是塑料在加工过程中的降解表现；由不饱和聚酯或环氧树脂为主，制成的玻璃纤维增强塑料（俗称玻璃钢），经日晒雨淋，会泛黄，透明度下降，最后变脆粉化，这是热固性树脂在使用过程中的降解表现。

## 影响聚合物降解因素
在加工过程，聚合物能否发生降解和降解程度与加工条件和聚合物本身性质等因素有关。当加工提供的能量不小于键能时容易发生降解，而键能大小与结构有关。例如：主链上伯碳原子的键能大于仲碳，叔碳和季碳原子，因此与叔碳或季碳原子相邻的键易降解；当主链含有双键时，在β位置的单键具有相对不稳定性，因此橡胶比其他聚合物更容易降解；在聚合物中除碳，氢之外，还有其他元素或集团也会对稳定性造成影响，如羟基，羧基，酰胺集团等等。包括晶态，非晶态，取向态，橡胶态及超分子结构，与聚合物的链结构规整性，温度，成型工艺等有关。一般，非晶态材料比晶态材料的密度小，从而发生氧化，水解等方式降解；又如含支链的聚乙烯比结晶聚乙烯更易降解。
在加工温度下，聚合物中有一些具有较不稳定结构的分子最早分解。只有过高的加工温度和过长的加热时间才会引起其他分子的降解。若仅由于过热而引起得到降解称为热降解。空气中的氧在高温下能使聚合物生成键能较弱，极不稳定的过氧化结构，活化能Ed较低，容易形成游离基，使降解反应大大加速。在剪切作用下，聚合物大分子键角和键长改变并被迫产生拉伸形变，当剪应力的能量超过大分子键能时，会引起大分子断裂降解。在单纯应力作用下引起的降解称为力降解（或机械降解）。聚合物存在的微量水分在加工温度下有加速聚合物降解的作用。在高温高压下由水引起的降解反应称为水解作用。

## 降解反应分类
聚合物降解反应可分为以下几类：
光氧降解：仅由于过热而引起得到降解，但较为普遍的是热氧共同作用引起聚合物的降解；聚合物在吸收紫外线等辐射能后，容易形成电子激发态，其中的一部分产生光化学过程，使聚合物破坏，在大气环境中，聚合物还要受到氧的影响，造成光氧降解。
臭氧降解：污染大气的二氧化氮是地面形成臭氧的根源。臭氧不稳定，在常温下缓慢分解成氧，当温度高于200度时，它将迅速分解，氧化能力比氧强很多，会引起聚合物降解。
力降解（又称机械降解）：在单纯应力作用下引起的降解。

## 加工过程的避免和利用

### 避免情况
在加工过程中存在的降解作用使制品外观变坏，内在质量降低，使用寿命缩短。因此要采取以下措施避免⒈严格控制原材料的性能指标，使用合格原料；⒉在加工之前，对聚合物进行严格的干燥；⒊根据聚合物的性质和产品要求，确定合理的加工工艺和加工条件；⒋加工设备和模具应有良好的结构；⒌根据聚合物的特性，在配方中加入抗氧剂，稳定剂等试剂。

### 利用情况
有些情况也可以利用降解作用来改善聚合物的性质，扩大聚合物的用途。例如，生橡胶在塑练时，通过降解作用来降低分子量，改善橡胶性。